# Tipo penal
Tipo penal é como se chama, no Direito Penal, a descrição de um fato ilícito em um código ou lei e que, portanto, implica a cominação de uma pena. É um dos elementos definidores do próprio crime, que segundo a teoria tripartite, é fato típico, antijurídico e culpável, e seu estudo é denominado tipologia criminal (ou penal).
A tipificação consiste em transformar o legislador uma determinada conduta humana - considerada no plano das hipóteses (o chamado "fato-tipo") -  em "dispositivo ou preceito" legal.
Na definição de Welzel: "o tipo penal é a descrição concreta da conduta proibida" e, também, "é a matéria da proibição das prescrições jurídico-penais".
O Tipo Penal só ocorre quando se efetivam o Tipo Formal, isto é, quando se efetiva o ato exatamente conforme está descrito na Lei; e o Tipo Material, que é a real e significante lesão ao bem protegido pelo tipo penal.

## Histórico
Suas raízes prendem-se ao princípio da legalidade, com origem no artigo 39 da Carta Magna de João Sem-Terra, em 1215. Passa pela declaração de independência dos Estados Unidos e depois, por influência das ideias de Rousseau e Beccaria, consagra-se na Declaração dos Direitos do Homem, de 1789, em seu artigo 4º.
| “ | Só as leis podem decretar penas para os delitos, e esta autoridade não pode ser maior do que a do legislador | ” |

### Fundamentação doutrinária
O princípio da tipificação penal decorre imediatamente da primazia da lei no Direito Penal: não pode haver um crime sem que este seja, antes, previsto em lei; e, mais ainda, não pode haver pena sem um crime e esta também deve estar devidamente "tipificada", i. é., delimitada no mesmo tipo: são os princípios jurídicos conhecidos pelas expressões latinas nulla poena sine lege, nulla poena sine crimine, e nullum crimen sine poena legali, enunciados inicialmente por Feuerbach no seu Lehrbuch.
O tema foi estudado por Ernst von Beling, que pela primeira vez expôs a teoria da tipicidade no âmbito penal. Em sua obra Die Lehre vom Verbrechen, de 1906, Beling elaborou o primeiro conceito do tipo.
Até então se usava na Alemanha conceitos como "tipo do delito" ("Tatbestand des Verbrechens") ou "tipo geral" ("allgemeinen Tatbestande"), como sinônimos do próprio delito (portanto, de todos os seus elementos, via de regra, embora por vezes excluindo-se a imputabilidade e a punibilidade), e ainda o conceito de "tipo especial" ("besondere Tatbestand") - sendo alvo da crítica de Beling este uso, por ser superficial e confuso. Também desconsidera o uso feito da palavra tipo no direito processual.
Outros filósofos do Direito avançaram na compreensão e definição do tipo penal e suas variadas nuances. É o caso de Hans Welzel, Arthur Kaufmann, Luis Jiménez de Asúa, Claus Roxin e outros penalistas. Welzel retomou as ideias iniciais de Beling, a que complementara Roxin, numa opinião bastante difundida onde atribui ao tipo penal a função de diferenciar diversas espécies de erro, e incluindo no direito penal um sistema que também contemplasse os elementos da ação e antijuridicidade, na delimitação dos comportamentos proibidos; a consolidação da teoria do tipo penal deu-se com Mezger e Mayer, que romperam com a visão de Beling de que o cunho subjetivo do tipo estava preso à própria culpabilidade, desenvolvendo a ideia de que a tipicidade seria indício de antijuridicidade e que o lado subjetivo estaria antes afeito à punibilidade.
A partir de então diversos autores vêm construindo conceitos de tipo penal, de modo que existe uma "infinidade de postulados" a respeito.

## Redação
Deve o legislador redigir o tipo de modo o mais claro e precisa possível, para que possa ser compreendido por qualquer pessoa de nível médio de conhecimento; além disto deve evitar termos que permitam valoração subjetiva, usando aqueles que tenham fácil entendimento por qualquer um. Deve-se, ainda, buscar palavras que descrevam a conduta proibida da forma mais genérica, a fim de que possa abarcar todas as suas modalidades casuais, tendo-se em conta ainda que termos indeterminados como "moral" ou "bons costumes" não atendem ao princípio da segurança jurídica do cidadão que deve segui-la.

## Tipicidade e tipo penal
A tipicidade é característica comum a toda norma jurídica; assim, por exemplo, quando uma norma civil diz que um imóvel é adquirido por usucapião decorrido um certo tempo de posse, está tipificando uma conduta objetiva, prevendo-a de modo abstrato.
A norma penal, contudo, possui peculiaridades em relação aos outros ramos do Direito. A tipicidade é um dos elementos do tipo penal, junto à conduta, ao resultado e ao nexo causal: ou seja, para que o tipo se configure não basta a previsão legal, é necessário um ato do indivíduo, produzindo um resultado previsto e que este possua uma ligação direta com a vontade em obtê-lo.
A tipicidade, portanto, é a correspondência que se faz única e comum a todos os elementos da descrição do tipo, ao passo que este é a descrição que faz o legislador da conduta que se torna criminosa. Mayer adicionou à tipicidade seu caráter indiciário de outros caracteres do tipo, como a antijuridicidade.

## Aspectos objetivos e subjetivos do tipo penal
Na conduta tipificada é possivel distinguir os seus aspectos objetivo e subjetivo; é chamado aspecto objetivo do tipo a conduta propriamente dita (no crime de homicídio, por exemplo - o ato de se matar alguém); já o aspecto subjetivo do tipo é a vontade do indivíduo em praticar o ato infracional (no mesmo exemplo, o querer matar); esta observação da vontade permite, por exemplo, distinguir as modalidades dolosa e culposa de um crime: no primeiro caso, a vontade em produzir o resultado está presente, ao passo que na segunda somente se configura o elemento objetivo do tipo (não há vontade em se produzir o resultado - no exemplo seguido, fala-se em homicídio culposo - decorrentes de três condutas: a imperícia, imprudência e a negligência).

## Tipo-base e derivado
Observa-se, no estudo do tipo, que existem ainda os tipos-base - que definem a conduta ilícita (ex: matar alguém) - e as modalidades que dele derivam, quer por força de agravantes (no ex: praticar o crime por motivo fútil) ou de atenuantes (no ex: tomado por forte emoção após injusta provocação da vítima).
Enquanto no tipo-base estão descritos todos os elementos que caracterizam o crime, as formas derivadas são especializações daquele e servem para proporcionar um aumento da pena (no caso das agravantes) ou sua diminuição (caso das atenuantes).
Assim, fala-se em tipo básico de um crime e em tipo qualificado (com agravante) e tipo privilegiado (com atenuante): "Tanto os tipos qualificados como os privilegiados são simples derivações do tipo básico, pelo que as regras aplicáveis a estes também são aplicáveis àquele."

## Tipicidade conglobante
Sob a perspectiva da tipicidade conglobante, a conformidade com a descrição legal do fato típico é requisito necessário, mas não suficiente, para caracterizar a tipicidade. Isso porque, também se requer a antinormatividade e a tipicidade material, ou seja, a efetiva lesividade, ofensividade, ao bem jurídico tutelado
Nesse sentido, cabe citar parte da Ementa do HC 118089 (STF):
| “ | A tipicidade penal não pode ser percebida como o exercício de mera adequação do fato concreto à norma abstrata. Além da correspondência formal, a configuração da tipicidade demandaria uma análise materialmente valorativa das circunstâncias do caso concreto, para verificar a ocorrência de alguma lesão grave, contundente e penalmente relevante do bem jurídico tutelado. | ” |